# Christian Volckman
Christian Volckman est un réalisateur, animateur et peintre français. Il est principalement connu en France pour son court-métrage Maaz, son long-métrage d'animation Renaissance (2006), et son long-métrage de fiction The Room (2019).

## Biographie
Il s'est fait connaître en 1999 par son court-métrage d'animation Maaz qui a remporté plus d'une trentaine de prix.
En 2006, il réalise son premier long métrage, Renaissance, un film d'animation de science-fiction en noir et blanc sans nuances de gris, avec la voix de Daniel Craig. Renaissance remporte le Cristal du long métrage au Festival d'Annecy en 2006 ; présélectionné aux Oscars 2007, le film a été distribué en France par Pathé et aux U.S.A par Miramax. Remarqué par la critique pour sa direction artistique, le film est cependant un échec au box-office, peut-être la faute à de trop nombreuses influences assumées et un sentiment de déjà-vu..
En 2008, Christian Volckman a créé avec Raphaël Thierry le binôme « ©® » et le projet « THEFLOW » qui est à l'origine d'une série d'expositions thématiques fruit de leur collaboration artistique. Il a réalisé plusieurs clips vidéos dont Miss Chang et Once Upon A Time pour le groupe ChineseMan, Paris sera toujours Paris pour la chanteuse Zaz, Requiem pour la chanteuse Alma (Eurovision 2017), Migration Feathers pour General Elektriks.[réf. nécessaire]
Début 2017, il travaille  sur plusieurs longs-métrages : The Room, produit par Les Films du Poisson, The Kid, produit par Bidibul Productions, Superprod et Big-Beach, et Rapaces, produit par Oriflammes Films. The Room obtient le prix du meilleur film au festival international du film fantastique de Puchon.
À date de 2024, il travaille toujours sur The Kid, une relecture du film de Chaplin.

## Filmographie
- 1998: Le Cobaye
- 1999 : Maaz (court métrage ; réalisateur, producteur, scénariste)
- 2006 : Renaissance (long métrage ; réalisateur, chef décorateur)
- 2006-2017 : clips pour Chineseman, Zaz, Pep's, Alma.
- 2006-2017 : réalisation de films pour le binôme artistique « ©® »
- 2019 : The Room

## Distinctions
- Cristal du long-métrage au Festival d'Annecy pour Renaissance en 2007.
- Lauréat de la résidence NEF Animation  à l'Abbaye royale de Fontevraud en 2010.

## Publications
- Xavier Kawa-Topor, "C & R : le flux", catalogue du  Festival Premiers Plans, Angers, 2013.
- En 2011, Christian Volckman réalise en collaboration avec Raphaël Thierry, un carnet de visite pour l'Abbaye de Fontevraud[3].

## Conférences
- Forum des images:"Renaissance" de Christian Volckman analysé par Gilles Ciment   le  6 juin 2007 . Vidéo.